# Biserica de lemn din Marin

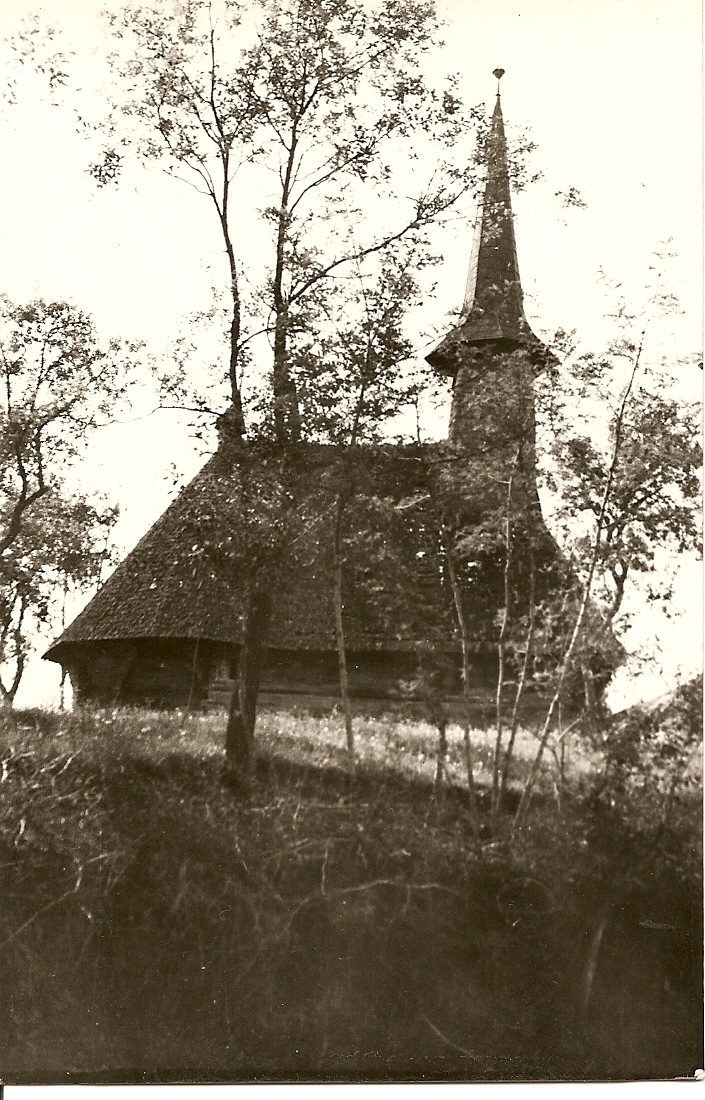
Biserica de lemn din Marin, 1963

Schiţa unui fragment de pridvor de la biserica de lemn din Marin, judeţul Sălaj

Biserica de lemn din Marin s-a aflat în localitatea omonimă din județul Sălaj și a fost ridicată în anul 1780. Biserica de lemn a funcționat ca biserică parohială până în 1950 și a fost demolată în anul 1967. Cu excepția unor însemnări lăsate de Leontin Ghergariu și Ioana Cristache-Panait biserica lipsește din studiile consacrate zonei, apărute după dispariția ei.

## Istoric
Cu ocazia vizitei canonice a episcopului unit Grigore Maior în vara anului 1776, în Marin exista o biserică de lemn, una dintre cele mai necorespunzătoare (biserica nu avea acoperiș) de pe traseul său prin comitatele Crasna, Solnocul de Mijloc și Dăbâca. La îndemnarea episcopului, probabil, mărinanii au ridicat o nouă biserică de lemn, terminată în 1780. Aceasta din urmă a servit ca lăcaș de cult până în 1950, când odoarele bisericești au fost mutate în noua biserică de zid.